# La Marche (film, 1951)
Cet article concerne le film de Michel Audiard. Pour le film de Nabil Ben Yadir, voir La Marche (film, 2013).
Pour les articles homonymes, voir La Marche (homonymie).
Pour plus de détails, voir Fiche technique et Distribution.
La Marche est un court métrage de Michel Audiard réalisé en 1951.

## Synopsis
Ce film est un hommage au piéton. Il raconte l'histoire de la marche d'Adam au début des années 50 sous forme de petits sketchs de fiction et d'images d'archives.

## Fiche technique
- Réalisation et scénario : Michel Audiard
- Assistant à la réalisation : Pierre Foucaud
- Directeur de la photographie : Edmond Séchan
- Assistant à la photographie : Pierre Goupil
- Production : André Hunebelle
- Société de production : PAC
- Musique : Jean Marion
- Montage : Jean Feyte
- Pays : France
- Format : Noir et blanc
- Genre : Comédie
- Durée : inconnue
- Année : 1951

## Distribution
- Maurice Biraud : un mari
- Marie Christine Audiard : sa femme
- François Audiard : un bébé qui apprend à marcher
- Pierre Dumas: Adam
- Liliane Bouchard : une baigneuse
- Jacques Pottier : un homme saoul
- Michel Audiard : le narrateur/ Charlot

## Autour du film
Ce film est le premier film de fiction réalisé par Michel Audiard, 17 ans avant Faut pas prendre les enfants du bon Dieu pour des canards sauvages. Pour cela il fait appel à des amis journalistes (il était à l'époque chroniqueur cinéma pour le journal Cinévie) et n'hésite pas à passer lui-même derrière la caméra dans une imitation et un hommage à Charlie Chaplin qui clôt le film.
Figurent également au générique, sa femme Marie Christine qui se balade au bras de Maurice Biraud, son fils François, alors âgé de deux ans, qui apprend à marcher. Son grand ami Maurice Biraud (plus tard parrain de son fils Jacques et second rôles de nombre de ses films) accompagné de sa femme, Liliane Bouchard dans le rôle d'une baigneuse. Et son ami de toujours, Jacques Pottier, rencontré à l'école des Moulins Verts dans le 14e arrondissement de Paris dans le rôle d'un ivrogne rejeté d'un bar. C'est avec son nom qu'il écrira la grande majorité de ses chroniques cinématographiques pour les journaux Vérités, L'étoile du Soir, Cinévie et Cinévie-Cinévogue.
C'est André Hunebelle qui produit le film, mentor de Michel Audiard, il l'aidera beaucoup au début de sa carrière et lui permettra de scénariser son premier film pour le cinéma, Mission à Tanger, inspiré par sa cinéphilie insatiable et plus particulièrement par Casablanca. Le beau-fils d'Hunebelle, Jean Marion, signe la musique du court métrage.
Le film se présente comme un film à la gloire des piétons et est formé de plusieurs saynètes humoristiques, formé d'images d'archives ou de petits sketchs tournés pour l'occasion.
Le court métrage sort finalement sur les écrans français en octobre 1951 en première partie du film Ma femme est formidable, dans lequel Audiard lui-même a contribué à l'écriture des dialogues.